# Peter Astor
Peter Astor (de son vrai nom Abe Smith), né le 13 août 1960, est un chanteur britannique de rock indépendant.

## Carrière
Ancien chanteur et guitariste de The Loft, puis des The Weather Prophets, Peter Astor se consacre au début des années 1990 à quatre albums Submarine en 1990 et Zoo en 1991 gravé chez Creation Records, alors que Paradise en 1992 (sous le nom de Peter Astor and the Holy Road) et God and other stories en 1993 en France sous le label discographique Danceteria.
Durant la fin des années 1990 et début 2000, il se consacra à deux autres groupes, The Wisdom of Harry, puis Ellis Island Project.
En 2011, il sort un nouvel album Songbox.

## Albums
- 1990 : Submarine (Creation)
- 1991 : Zoo (Creation)
- 1993 : Paradise (Danceteria)
- 1995 : God and Other Stories (Danceteria)
- 1999 : Providence - The Best Of… (compilation) (Epic Japan)
- 2005 : Hal's Egg (Static Caravan Recordings)
- 2006 : Injury Time (compilation) (Cherry Red)
- 2011 : Songbox (Second Language)
- 2016 : Spilt Milk (Slumberland Records)
- 2018 : One For The Ghost
- 2020 : You Made Me
- 2022: Time on Earth (Tapete records)